# Digitalna tehnologija v projektiranju
Predhodnik orodij digitalne tehnologije za projektiranje je zgodnji digitalni računalnik Whirlwind I, ki se je uporabljal za prikazovanje vektorjev. Na podlagi delovanja tega računalnika so se inženirjem porodile ideje o digitalnih orodjih za risanje elektronskih vezij. To pa je bila osnova za digitalna orodja za projektiranje. Leta 1953 je Douglas T. Ross skoval izraz CAD – Computer aided design (računalniško podprto načrtovanje). V 60. letih dvajsetega stoletja se z razvojem računalnikov ter v navezavi na letalsko in avtomobilsko industrijo razvijejo prva komercialno uporabna orodja za projektiranje.
Leta 1963 na MIT izdelajo prvi risarski program SKETCHPAD, ki je ki je načel temeljne principe načrtovanja računalnikov, kot sta fizična interakcija med človekom in računalnikom (HCI – human-computer interaction) z vhodnimi in izhodnimi napravami, ter grafični uporabniški vmesnik (GUI – Graphical user interface), interakcija z izrisovanjem podob.
Ob koncu 60. let francoski inženir Pierre Bezier (Arts et Métiers ParisTech, Renault) definira izraz 3D CAD/CAM computer aided design & manufacturing. Do začetka 80. let se večinoma uporablja v avtomobilski in vesoljski industriji, potem se pa začne uporabljati tudi v arhitekturnem načrtovanju. To je tudi čas, ko se razvijejo modelirniki površin in objektov, kot so CATIA in l. 1982 z ustanovijo podjetje Autodesk, kjer napišejo program AutoCAD, program, ki omogoča vektorsko risanje načrtov vseh vrst in se uporablja še danes.
Konec 80. let se začne razvijati tehnologija BIM – Building information model. Tehnična aplikacija programskega orodja RUCAPS se uporabi pri gradnji Londonskega letališča Heathrow. BIM tehnike združujejo različne sposobnosti računalnikov za shranjevanje in procesiranje velikih količin podatkov, ki se jih združuje v manjše datoteke o posameznih gradbenih, tehnoloških in pohištvenih proizvodih. Podatki o teh komercialnih proizvodih so po datotekah razdeljeni v več dimenzijah: 3D – podatki o volumnu in načinih predstavitve (v različnih tehnikah in merilih), 4D – časovni parametri (čas proizvodnje, gradnje, vgradnje, porušitve…), 5D – stroški (izdelave in vzdrževanja) in 6D – uporabniški priročnik. Te datoteke arhitekti pri procesu načrtovanja v virtualnem svetu zlagajo skupaj, kot set LEGO kock, računalnik pa sočasno računa urnik gradnje, stroške, energijsko učinkovitost, mehanske zahteve, delovanje inštalacij itd izbrane stavbe oz. projekta. To omogoča bolj celovito in racionalno načrtovanje, ter večji nadzor in izmenjavo informacij med vsemi vpletenimi v načrtovanju, gradnji in vzdrževanju.
Poleg pasivnega procesiranja vhodnih podatkov, pa digitalna tehnologija omogoča tudi aktivno načrtovanje s simulacijami naravnega in grajenega okolja, ter uporabnikov v njem s pomočjo matematičnih modelov kot so ANT (Actor–Network Theory), Swarm intelligence in ABM (Agent Based Modelling). Te programe se lahko tudi nadgradi, da upravljajo z mehanizmi vgrajenimi v samo arhitekturo in tako ustvarjajo inteligentna okolja (IE - intelligent environments), ki so se zmožna spreminjati v realnem času glede na spreminjajoče okoliške pogoje in uporabnike.
Del digitalne tehnologije v arhitekturi so tudi mehatronska orodja. Ta vključujejo laserske (LIDAR) in zvočne (Sonar) merilnike prostora, ki lahko na podlagi zbranih prostorskih parametrov virtualno poustvarijo prostor; orodja za prikazovanje virtualne in obogatene resničnosti s pomočjo 2D zaslonov ali simulacij 3D okolja, prikazanega na posebnih prikazovalnikih, kot so 3D zasloni, hologrami ali očala za virtualno in obogateno resničnost; in avtonomne letalnike, ki lahko zbirajo podatke o lokaciji pred gradnjo, dokumentirajo potek gradnje, končano stavbo pa lahko metrično preverijo za odstopanja in premike, kasneje nadzorujejo, ter vzdržujejo.